# Герасюта Микола Федорович
Герасюта Микола Федорович (нар. 18 грудня 1919 — пом. 10 квітня 1987) — український радянський вчений в галузі фізики і математики, конструктор-ракетобудівник.

## Життєпис
Микола Федорович Герасюта народився 18 грудня 1919 року в місті Олександрія. В 1936 році закінчив Олександрійську середню школу № 1.
У 1941 році закінчив фізико-математичний факультет Одеського державного університету за спеціальністю «Математика».
З початком Радянсько-німецької війни потрапив на фронт. Пройшов шлях від простого солдата до звання офіцера. Учасник оборони Сталінграду. Брав участь у боях за визволення України, штурмі Берліна. Продовжував служити в Радянській армії до 1947.
Після війни направлений в групу академіка Сергія Корольова в ОКБ-1, де брав участь у вивченні документації на ракету Фау-2 (інститут «Нордхаузен»). За період роботи (1947–1951) був спочатку інженером, потім науковим співробітником. У КБ заводу п/я 186 в Дніпропетровську працював в 1951-54 роках, був начальником сектора балістики, науковим керівником. Стояв біля витоків КБ «Південне», а потім займав там посади начальника сектора, начальника відділу балістики (1954–1962), заступника головного конструктора з питань балістики, динаміки і систем управління ракет дальньої дії і ракет-носіїв космічних апаратів.
Також займався академічною діяльністю на кафедрі автоматики фізико-технічного факультету Дніпропетровського державного університету з 1952 до 1985 рік. Отримав посаду професора за теоретичні дослідження в 1961 році був також завідувачем кафедри проводив наукові дослідження в галузі ракетобудування.

## Наукова діяльність
Микола Федорович Герасюта був видатним вченим в області прикладної механіки, динаміки обчислювальної математики. Під його керівництвом і при його особистій участі розроблені і впроваджені методи вирішення багатопараметрних краєвих і варіаційних задач, пов'язаних з побудовою оптимальних траєкторій руху ракет і космічних апаратів, статистичних методів оцінки льотно-технічних характеристик ракет. Вчений був одним з основних авторів розробки чотирьох поколінь бойових ракетних комплексів (від Р-12 до Р-36М) і космічних ракет-носіїв «Космос», «Інтеркосмос», «Циклон», «Зеніт».
Микола Герасюта був до того ж і одним з організаторів КБ «Південне». Він зробив великий внесок у розвиток цього конструкторського бюро і перетворення його у потужне конструкторське підприємство.

### Нагороди
- Герой Соціалістичної Праці (1961) — за розробку проблем життєзабезпечення перших космонавтів і успішне повернення першого космонавта Юрія Гагаріна.
- Могила М. Ф. Герасюти на Алеї Героїв Сурсько-Литовського кладовища в ДніпріДва ордени Леніна (1959, 1961).
- Орден Жовтневої Революції (1982).

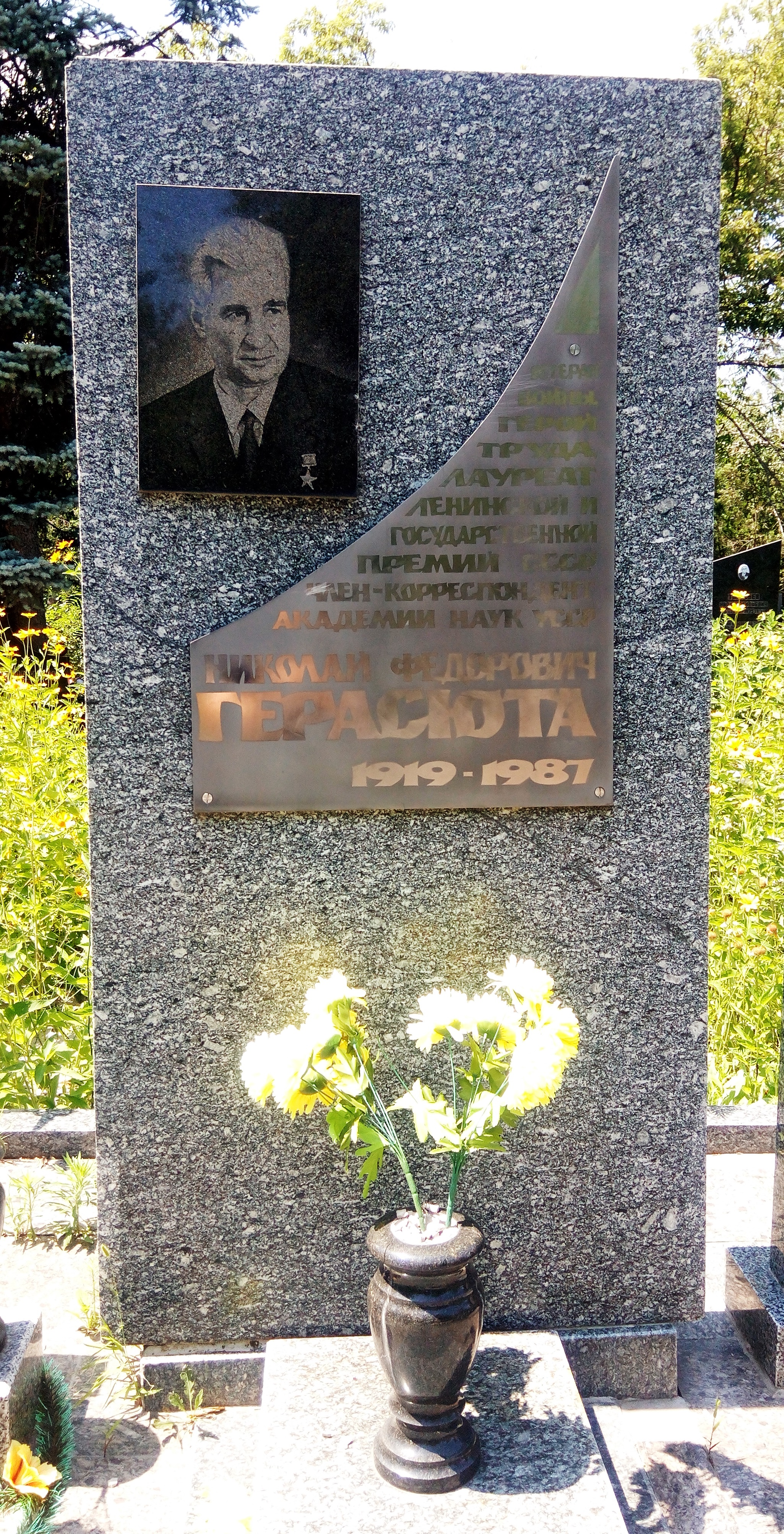
Могила М. Ф. Герасюти на Алеї Героїв Сурсько-Литовського кладовища в Дніпрі

- Державна премія СРСР (1967) — за успішне розв'язання проблем польоту перших космічних кораблів.
- Ленінська премія (1972).
- Почесний громадянин Олександрії[3]

## Ушанування пам'яті
В Олександрії існує провулок, названий на його честь.
В 2005 році в Одеському національному університеті імені І.І. Мечникова відкрито меморіальну дошку М. Ф. Герасюти.
21 червня 2023 року вулицю Каверіна в Чечелівському районі м. Дніпро перейменовано на вулицю Професора Герасюти.